# Barkhan (Distrikt)
Der Distrikt Barkhan (in englischer Transkription, in deutscher Transkription Barchan, Ausspracheⓘ, Urdu بارکھان) ist ein Distrikt in der pakistanischen Provinz Belutschistan.

## Beschreibung
Der Distrikt Barkhan wurde am 31. Dezember 1991 durch Abtrennung vom Nachbardistrikt Loralai neu gebildet und nach seiner Distrikthauptstadt benannt. Der Überlieferung nach leitet sich der Name von „Baron Khan“, einem früheren Großgrundbesitzer und lokalen Machthaber ab. Die östliche Grenze des Distrikts bildet gleichzeitig die Provinzgrenze zwischen Belutschistan und Punjab. Im Norden grenzt der Distrikt an den Distrikt Musakhel und im Westen an die Distrikte Kohlu und Loralai. Administrativ war der Distrikt im Jahr 2011 in 1 Tehsil und 8 Union Councils untergliedert.

## Klima
Das Klima ist überwiegend kontinental mit relativ kühlen Wintern und heißen Sommern. Staubstürme treten zu jeder Jahreszeit auf. In den Monaten Juli und August bringt der Monsun den größten Niederschlag
|                       | Jan  | Feb  | Mär  | Apr  | Mai  | Jun  | Jul   | Aug  | Sep  | Okt  | Nov  | Dez  |   |       |
| Mittl. Tagesmax. (°C) | 16,2 | 17,5 | 23,3 | 30,0 | 35,1 | 37,8 | 35,4  | 34,4 | 33,5 | 29,9 | 24,2 | 18,9 | ⌀ | 28,1  |
| Mittl. Tagesmin. (°C) | 4,1  | 6,4  | 11,1 | 17,1 | 22,1 | 24,4 | 23,7  | 23,1 | 20,5 | 15,9 | 10,4 | 5,6  | ⌀ | 15,4  |
|                       |      |      |      |      |      |      |       |      |      |      |      |      |   |       |
| Niederschlag (mm)     | 12,2 | 21,7 | 35,4 | 32,3 | 17,8 | 35,3 | 108,8 | 95,5 | 43,4 | 3,6  | 5,8  | 6,8  | Σ | 418,6 |

| 4,1 |

| 6,4 |

| 11,1 |

| 17,1 |

| 22,1 |

| 24,4 |

| 23,7 |

| 23,1 |

| 20,5 |

| 15,9 |

| 10,4 |

| 5,6 |

| 4,1 |

| 6,4 |

| 11,1 |

| 17,1 |

| 22,1 |

| 24,4 |

| 23,7 |

| 23,1 |

| 20,5 |

| 15,9 |

| 10,4 |

| 5,6 |

## Geschichte
Der Distrikt teilte im Wesentlichen die Geschichte des umliegenden Belutschistans. Das Gebiet befand sich unter der wechselnden Herrschaft verschiedener muslimischer Herrscher, bis die britischen Kolonialherren in der zweiten Hälfte des 19. Jahrhunderts in die vielen lokalen Streitigkeiten eingriffen und das Gebiet 1878 unter direkte britische Verwaltung stellten. Ab 1884 unterstand das Gebiet dem britischen Gouverneur von Belutschistan. Nach dem Ende Britisch-Indiens 1947 kam es zu Pakistan.

## Wirtschaft
Wirtschaftliche Basis ist die Landwirtschaft. 39.215 Hektar (11 % der Fläche des Bezirks) werden landwirtschaftlich genutzt. Die insgesamt landwirtschaftlich nutzbare Fläche des Bezirks wird auf 83.435 Hektar geschätzt (24 % der Fläche des Bezirks). Ganz überwiegend wird Weizen angebaut (im Jahr 2008 32.186 t auf 16.600 ha), Baumwolle auf 3.731 Hektar und verschiedene Gemüse auf 11,377 ha. An Mineralien wird Gips abgebaut.

## Bevölkerung, Kultur und Bildungseinrichtungen
Den Großteil der Bevölkerung bilden Belutschen, hauptsächlich aus den Stämmen der Khetran, Marri und Buzda. Der dominierende Stamm sind die Khetran. Die große Mehrheit der Bevölkerung ist muslimischen Glaubens und die religiösen Führer (Mullahs, Scheichs und Sayyids) besitzen insbesondere in ländlichen Regionen hohe Autorität. Im Jahr besaßen 26 % der Bevölkerung über 15 Jahren Lese- und Schreibfähigkeiten. Das durchschnittliche Bevölkerungswachstum zwischen 1981 und 1991 betrug 3,1 %.

## Besonderheiten
Im Distrikt Barkhan wurden im Jahr 2000 die ersten Dinosaurier-Funde in ganz Pakistan gemacht.
In dem Distrikt sind belutschische militante Separatisten aktiv, die Anschläge auf staatliche Einrichtungen verüben. Die Sicherheitslage ist angespannt.